# Karl-Albrecht Tiemann
Karl-Albrecht Tiemann (* 8. Oktober 1902 in Cottbus; † 26. Juli 1955 in Dresden) war ein deutscher Philologe, Mitarbeiter des Verfassungsschutzes und Opfer der DDR-Justiz. Er wurde in einem rechtsstaatswidrigen Urteil verurteilt und hingerichtet.

## Leben
Nach Abschluss der Schulausbildung studierte Tiemann Philologie. Während des Zweiten Weltkriegs diente er in der Wehrmacht und unterhielt Verbindungen zur Widerstandsgruppe des Kreisauer Kreises um Helmuth James Graf von Moltke. Zum Kriegsende geriet Tiemann in Kriegsgefangenschaft. Nach seiner Entlassung kehrte er in seine Geburtsstadt Cottbus in der Sowjetischen Besatzungszone zurück, wurde Dozent an der dortigen Volkshochschule und Kreissekretär des Kulturbundes und trat 1948 der SED bei. Sein Protest gegen die Entlassung des Landrats hatte den Ausschluss aus der Partei und den Verlust seiner Funktion sowie ein Lehrverbot an der Volkshochschule zur Folge, was später auch auf seinen Privatunterricht ausgeweitet wurde.
Da Tiemann in der DDR keine Lebensperspektive mehr sah und dem sozialistischen Regime zunehmend kritisch gegenüberstand, flüchtete er im Sommer 1950 mit seiner Familie nach West-Berlin und lebte hier im Ortsteil Zehlendorf. Hier arbeitete er zunächst für die Geheimdienste des Vereinigten Königreiches und Frankreichs, bevor er 1954 in den Dienst des Verfassungsschutzes Berlin trat. Hier soll er mit dem Aufbau eines Informantennetzes in der DDR beschäftigt gewesen sein. Wegen seiner Tätigkeiten in West-Berlin gegen die DDR geriet Tiemann schnell ins Visier des Ministeriums für Staatssicherheit (MfS) der DDR, zumal die DDR seine Übersiedlung nach West-Berlin als illegal ansah.
Am 1. August 1954 wurde er von einem Cousin seiner Ehefrau in eine Falle gelockt, von einer Operativgruppe des MfS der DDR über die Grenze zwischen West-Berlin und der DDR nach Potsdam entführt und inhaftiert. Im April 1955 wurde Tiemann vor dem Bezirksgericht Cottbus der Prozess wegen „Verbindungen zu westlichen Geheimdiensten“ gemacht. In dem Geheimprozess wurde Tiemann schließlich zum Tode verurteilt. Die von seinem Pflichtverteidiger eingelegte Berufung wies das Oberste Gericht der DDR einen Monat später zurück, das Gnadengesuch an DDR-Präsident Wilhelm Pieck wurde abgelehnt. Am 26. Juli 1955 wurde Karl-Albrecht Tiemann in der Zentralen Hinrichtungsstätte der DDR im Zuchthaus Dresden mit dem Fallbeil enthauptet.
Seinen von der Staatssicherheit zurückgehaltenen Abschiedsbrief erhielt die Familie erst nach der deutschen Wiedervereinigung. Die Arbeitsgemeinschaft 13. August e.V. beantragte schließlich die Rehabilitation Tiemanns. Anfang Mai 2006 erklärte das Landgericht Cottbus das DDR-Todesurteil für rechtsstaatswidrig und hob es auf, da es „der politischen Verfolgung gedient“ habe.
Karl-Albrecht Tiemann war verheiratet und hatte zwei Kinder.